# Mô phỏng thời gian thực
Mô phỏng thời gian thực (tiếng Anh: real-time simulation) là để chỉ việc dùng mô hình trên hệ thống máy tính để tái tạo lại hoạt động của một hệ thống vật lý có thể thực thi với tốc độ tương tự như thời gian thực trên đồng hồ treo tường thực tế. Nói cách khác, trong mô phỏng thời gian thực, khi đồng hồ mô phỏng đạt đến một thời điểm nhất định thì đồng hồ thực cũng cùng một khoảng thời gian trong thế giới thực. Ví dụ: nếu một quá trình hệ thống vật lý mất 1 giây để kết thúc trong thế giới thực, thì quá trình mô phỏng cũng sẽ mất 1 giây.
Trong mô phỏng thời gian thực, kỹ thuật khó nhất là đồng bộ thời gian. Từ trước đến nay, tốc độ tính toán luôn là một hạn chế mềm - mô phỏng chậm đồng nghĩa với việc mô phỏng tốn kém, hạn chế về tốc độ tính toán trở thành một hạn chế khó nhất trong mô phỏng thời gian thực. Mô phỏng thời gian thực trở thành một cuộc chạy đua với thời gian, máy tính không thể hoàn thành các phép tính liên quan đến một bước tích hợp trước khi đồng hồ thời gian thực tăng lên h đơn vị thời gian, trong đó h là kích thước bước hiện tại của thuật toán tích hợp, thì mô phỏng sẽ không thể đồng bộ được.

## Ứng dụng
Mô phỏng thời gian thực thường được sử dụng cho mô phỏng tốc độ cao, kiểm tra theo chu trình khép kín của thiết bị bảo vệ và điều khiển, và nói chung là tất cả các phân tích nhằm kiểm tra “Điều gì xảy ra nếu”. Mô phỏng thời gian thực thực sự là mô phỏng một hệ thống, có thể phản ứng thực tế với môi trường của nó, nhiều khi các đầu vào / đầu ra của mô phỏng được đồng bộ với thế giới thực thông qua các hệ thống cảm biến.

### Ứng dụng trong quân sự
Hệ thống mô phỏng thời gian thực được sử dụng nhiều trong quân sự, nhất là trong các công tác huấn luyện đào tạo do giảm được chi phí huấn luyện, dể dàng đặt ra các tình huống mô phỏng đa dạng và nguy hiểm để xây dựng các bài tập tổng thể.
Các ứng dụng mô phỏng thời gian thực có thể áp dụng ở cấp chiến thuật, còn gọi là trò chơi chiến tranh (wargames), được coi là một cách hữu ích để phát triển các giải pháp chiến thuật, chiến lược và học thuyết, nhưng các nhà phê bình cho rằng các kết luận rút ra từ các mô hình mô phỏng như vậy vốn đã thiếu sót, do tính chất gần đúng của các mô hình được sử dụng. Mô hình mô phỏng chiến thuật thường là phương tiện mà các chính phủ thử nghiệm và tinh chỉnh các chính sách quân sự và chính trị của họ. 
Ở cấp phân đội, hệ thống mô phỏng thời gian thực có thể ứng dụng đào tạo kỹ năng như các hệ thống mô phỏng trang thiết bị khí tài quân sự, các buồng lái mô phỏng (máy bay, xe tăng...), trường bắn ảo... hoặc đào tạo phối hợp tác chiến cấp phân đội.
Hiệp hội các nhà phát triển ứng dụng hệ thống mô phỏng cho huấn luyện đào tạo lớn nhất nhiện nay là National Training & Simulation Association (NTSA) với trên 800 thành viên, bao gồm nhiều nhà phát triển vũ khí quân sự lớn trên thế giới.

### Ứng dụng trong các hệ thống kỹ thuật và công nghiệp
Mô phỏng thời gian thực cũng có thể ứng dụng để mô phỏng các hệ thống công nghiệp, ví dụ như các hệ thống cung cấp điện, cho phép rút ngắn thời gian thiết kế, kiểm thử hệ thống. Hệ thống mô phỏng cũng có thể tái tạo các trường hợp sự cố, giúp người vận hành đặt ra trước các kịch bản ứng phó. Cùng với sự phát triển hiệu năng tính toán của các hệ thống máy tính, mô phỏng thời gian thực ngày càng được sử dụng trong nhiều lĩnh vực kỹ thuật ở nhiều mức độ khác nhau như bài kiểm tra thống kê bảo vệ lưới điện, thiết kế và mô phỏng máy bay, phương pháp thiết kế bộ điều khiển truyền động động cơ và tích hợp rô-bốt vũ trụ... Các ứng dụng mô phỏng cũng được đưa vào chương trình giảng dạy mang lại giá trị to lớn cho sinh viên.

### Ứng dụng trong game
Nhiều người hay nhầm lẫn giữa các trò chơi chiến thuật thời gian thực (RTS) với mô phỏng thời gian thực. Mặc dù có rất nhiều tính chất giống các trò chơi mô phỏng, tuy nhiên mô phỏng thời gian thực rất ít khi được xây dựng trong trò chơi vì kỹ thuật đồng bộ thời gian khá phức tạp và tốn kém mà thường không đem lại hiệu ứng cần thiết cho trò chơi. Đa phần các trò chơi mô phỏng, người thiết kế cố tình để thời gian khác với thực tế để giúp các hoạt động trong trò chơi được nhanh chóng và sôi động hơn, đồng thời giảm thiểu "thời gian chết", thời gian di chuyển vô nghĩa trong trò chơi.